# Garmarna
Garmarna (Га́рмарна) — шведская фолк-рок-группа, основанная в 1990.

## История группы
Шведская группа Garmarna основана в 1990 г. Стефан Брисланд-Фернер, Готте Рингквист и Рикард Вестмен увлеклись старинной шведской музыкой, которую они услышали в театре. После этого ребята начали искать старинные инструменты и мелодии. После того как они проиграли год втроём, к ним в качестве барабанщика присоединился Йенс Хёглин.
В 1992 г. группа записала свой первый мини-альбом. Ребята посчитали, что женский вокал привнесёт нужный контраст в их тёмную по настроению музыку, поэтому они пригласили Эмму Хэрделин, давнишнюю подругу группы, в качестве временного вокалиста для записи EP. Официально она вошла в состав группы в 1993 г. Дебютный диск хорошо продавался в Швеции, благодаря чему группа смогла организовать тур по Скандинавии.
При записи альбома Vittrad группа использовала семплеры и секвенсеры. В 1994 г. Omnium выпустил Vittrad в США с английским переводом старинных песен.
В 1996 г. Garmarna начала длительный тур по Германии и выпустила альбом Guds spelemän. Альбом хорошо продавался в Швеции и был одобрительно принят в других странах.
В 1998 г. Garmarna, совместно с актрисой Фелисией Конрад дала серию концертов в церквях на севере Швеции, представляя свою интерпретацию средневековых работ Хильдегарды Бингенской.
В 1999 г. группа выпустила свой третий альбом Vedergällningen, более роковый и содержащий элементы трип-хопа, окраска музыки которого стала более тёмной, чем на предыдущих альбомах.
Затем группа вернулась в студию, чтобы завершить свой альбом «Hildegard von Bingen», который был выпущен в 2001 г. Музыка этого альбома основана на композициях настоятельницы немецкого монастыря Хильдегарды Бингенской, жившей в XII веке, а все тексты поются на латыни.

## Название
Шведское слово Garmarna само по себе очень интересно. Образовано из Garm (имя пса, охранявшего Хельхейм, мир мёртвых, хтоническое чудовище) + ar (окончания множественного числа) + na — (суффигированный определённый артикль множественного числа). Примерный перевод названия группы: «Эти Гармы».

## Состав
- Стефан Брисланд-Фернер (Brisland-Ferner, Stefan) — скрипка, колёсная лира, семплер; на Garmarna (2003): альт, варган
- Эмма Хэрделин (Härdelin, Emma) — вокал, голос, скрипка
- Йенс Хёглин (Jens Höglin) — ударные, перкуссия; на Garmarna (2003): гроулинг
- Готте Рингквист (Gotte Ringqvist) — гитара, акустика, скрипка, бэк-вокал; на Garmarna (2003): lute guitar, варган
- Рикард Вестман (Rickard Westman) — гитара, бас-гитара, e-bow (электронный смычок); на Garmarna (2003): бузуки, немецкая лютня

## Дискография

### Альбомы
- Garmarna (1993, EP)
- Vittrad (Выветренный) (1994)
- Guds spelemän (Божьи музыканты) (1996)
- Vedergällningen (Возмездие) (1999)
- Hildegard von Bingen (2001)
- Garmarna (2003, переиздание EP 1993 года, добавлены 6 треков)
- 6 (2016)
- Förbundet[англ.] (2020)

### Синглы
- Herr Holger (Господин Хольгер) (1996)
- En gång ska han gråta (Однажды он заплачет) (1997)
- Euchari (1999)
- Gamen (Гриф) (1999, для участия в Project Gotham Racing 2)
- Över Gränsen (За гранью) (2015)
- Öppet hav (2016)
- Kashmir (2019)

### Прочее
- Rastlös (Rasta Hunden) в компиляции We´re Only In It For The Money (1999)